# Geoogde bandspanner
De geoogde bandspanner (Xanthorhoe montanata) is een vlinder uit de familie Geometridae, de spanners. De spanwijdte bedraagt tussen de 24 en 28 millimeter.
De vliegtijd loopt van mei tot en met juli. Waardplanten komen onder andere uit de geslachten walstro, helmbloem en sleutelbloem.
Het is een algemeen voorkomende vlinder in Nederland en België.